# Europa (film 2021)
Europa è un film del 2021 diretto da Haider Rashid.

## Trama
Al confine tra Bulgaria e Turchia, Kamal, giovane iracheno, cerca di entrare in Europa a piedi attraversando la "rotta balcanica" ed inseguito dalla polizia bulgara e dai "cacciatori di migranti".

## Distribuzione
Il film è stato distribuito nelle sale cinematografiche italiane a partire dal 02 settembre 2021.

## Riconoscimenti
2020 Premio OSN Cairo International Film Festival
2021 Selezione Ufficiale Directors’ Fortnight’s 53rd edition Quinzaine Cannes
2021 Quinzaine Premio della Critica Indipendente BEATRICE SARTORI AWARDS
2021 Red Sea International Film vincitore dei premi Best Director e Best Actor
2022 Candidato dall’Iraq agli Accademy Award Premio Oscar come miglior film
2022 Globo D’Oro - Globo Italiani nel mondo 2022